# Porporana

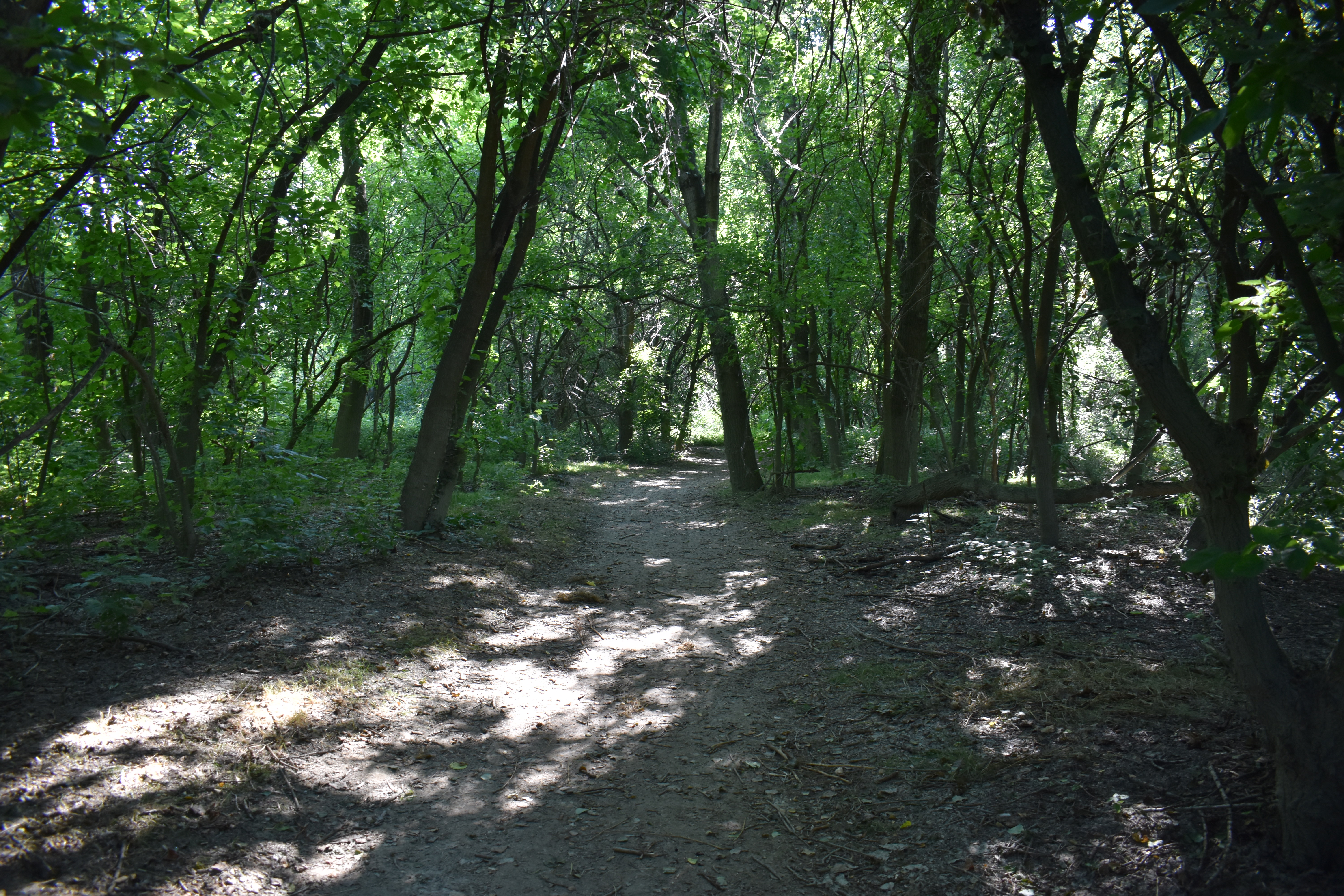
Sentiero nel bosco di Porporana

Porporana è una frazione di Ferrara di 201 abitanti, facente parte della Circoscrizione 3.
Il toponimo potrebbe derivare dall'aggettivo purpuria dato alle campagne circostanti quando le terre erano incolte, oppure potrebbe derivare dal plurale latino della radice bur o pur di Burana, ovvero uno dei rami del Po che corre dal mantovano a Bondeno.
Da una ricerca effettuata nel 1957 da una maestra elementare Edy Marini, sembra che il nome gli sia stato dato dai Fenici che vi soggiornarono e tingevano i loro tessuti color porpora
Il paese viene citato negli Statuti Ferraresi del 1287 mentre è del 1590 la chiesa parrocchiale dedicata a San Paolo, la quale è stata in seguito restaurata in stile barocco.
Porporana rappresenta l'estremità più occidentale del territorio urbano di Ferrara, essendo l'ultima frazione del territorio comunale posta ad ovest, e si sviluppa fra le vicine località di Salvatonica e di Ravalle. Poco distante, sull'argine del Po, vi scorre l'itinerario del percorso cicloturistico Destra Po.
Sorge anche nelle vicinanze il Bosco di Porporana, una delle poche zone boschive riparie rimaste nel tratto ferrarese del Po. Esso è inserito nella rete dei siti di interesse comunitari e delle zone di protezione speciali.